# At or With Me
"At or With Me" é uma canção do músico norte-americano Jack Johnson. A música foi lançada como segundo single do quinto álbum de estúdio de Johnson intitulado To the Sea.

## Faixas
| CD single |                 |         |  |
| N.º       | Título          | Duração |  |
| 1.        | "At or With Me" | 3:58    |  |

## Paradas musicais
| Paradas (2010)                                          | Melhor posição |
| ------------------------------------------------------- | -------------- |
| Estados Unidos (Billboard Adult Alternative Songs)      | 1              |
| Estados Unidos (Billboard Hot Rock & Alternative Songs) | 36             |